# Wälder im südlichen Solling
Die Wälder im südlichen Solling sind ein Naturschutzgebiet in der niedersächsischen Gemeinde Bodenfelde und dem gemeindefreien Gebiet Solling im Landkreis Northeim.

## Allgemeines
Das Naturschutzgebiet mit dem Kennzeichen NSG BR 170 ist circa 1016 Hektar groß. Es ist zum größten Teil deckungsgleich mit dem knapp 1030 Hektar großen, gleichnamigen FFH-Gebiet. Ein Teil des Naturschutzgebietes ist gleichzeitig Bestandteil des EU-Vogelschutzgebietes „Solling“. Im Geltungsbereich der Naturschutzverordnung ersetzte es das Landschaftsschutzgebiet „Solling“, von dem es ansonsten vollständig umgeben ist. Das Gebiet steht seit dem 15. Oktober 2020 unter Naturschutz. Zuständige untere Naturschutzbehörde ist der Landkreis Northeim.

## Beschreibung
Das aus zwei Teilflächen bestehende Naturschutzgebiet liegt im Südwesten des Sollings an der Landesgrenze zu Hessen. Es stellt großflächige Waldkomplexe innerhalb des Naturparks Solling-Vogler unter Schutz. Die Wälder sind als Eichen-Mischwälder mit einem hohen Anteil alter Eichenbestände oder als mittelalte bis alte Hainsimsen-Buchenwälder ausgeprägt. Die Eichenwälder werden von Stiel- und Traubeneiche dominiert. In den Eichenbeständen sind teilweise über 200 Jahre alte Hutewaldbestände zu finden, die früher im Solling angelegt wurden. Eine Besonderheit im Naturschutzgebiet ist der Hutewald im Reiherbachtal einschließlich der „Neuen Hute“. Dieser wird im Rahmen des Hutewaldprojekts im Naturpark Solling-Vogler seit dem Jahr 2000 zur Pflege mit Heckrindern und Exmoorponys beweidet. Das Beweidungsprojekt wurde im Zuge des Erprobungs- und Entwicklungsprojektes „Hutelandschaftspflege und Artenschutz mit großen Weidetieren im Naturpark Solling-Vogler“ etabliert. Teile des Hutewaldes sind durch Wege erschlossen.
In den Buchenwäldern ist die Rotbuche die dominierende Baumart. Zu dieser gesellen sich Stiel- und Traubeneiche, Hainbuche und Eberesche sowie stellenweise auch Esche und Bergahorn. Die Krautschicht wird von Pillensegge, Gewöhnlichem Dornfarn, Waldsauerklee, Weißlicher Hainsimse sowie Schönem Widertonmoos gebildet. Die Buchenwälder sind in den nach Süden exponierten und hier steilen Hanglagen oberhalb der Weser zum Teil hangwaldartig ausgeprägt. Die Wälder sind auf einer Fläche von rund 91 Hektar seit 1997 als Naturwald Wesersteilhänge ausgewiesen. Die dominierende Rotbuche stockt hier vergesellschaftet mit Traubeneiche, Kiefer, Lärche und Fichte sowie Hainbuche und Hängebirke, teilweise auch Esche. Vereinzelt stockt auch die Eibe. Außerdem kommen Akazien und Robinien vor, die insbesondere durch von Funkenflug der bis 1976 auf der Sollingbahn verkehrenden Dampflokomotiven ausgelösten Waldbränden begünstigt wurden. Eine 200 Hektar große Fläche war von 1962 bis 2009 als Naturdenkmal „Wesersteilhänge mit Baumbestand“ ausgewiesen. Die Wälder verfügen über einen hohen Alt- und Totholzanteil.
Der östliche Teil des Naturschutzgebietes wird westlich von Nienover von einem Abschnitt des Reiherbachs II sowie im Südosten von einem Abschnitt des Hilkenbachs durchflossen. Die naturnahen Bäche mit abschnittsweise flutender Wasservegetation werden im Naturschutzgebiet von zahlreichen Quellbächen gespeist und in ihren Talniederungen von Quellwäldern, Auwäldern und Galeriewäldern mit Schwarzerle und Esche begleitet. In deren Krautschicht siedeln Bitteres Schaumkraut, Winkelsegge, Gegenblättriges Milzkraut, Rasenschmiele, Waldschachtelhalm, Großes Springkraut, Scharbockskraut und Hainsternmiere. Abschnittsweise sind Hochstaudenfluren bzw. Grünländer mit Nass- und Feuchtwiesen ausgebildet. Vereinzelt sind naturnahe Stillgewässer zu finden. In den Gewässern siedeln unter anderem Hakenwasserstern, Teichwasserstern und Quellmoos. Die Hochstaudenfluren werden beispielsweise von Echtem Mädesüß und Gewöhnlichem Gilbweiderich gebildet. Auf Nasswiesen siedelt beispielsweise der Schmalblättrige Merk.
Das Naturschutzgebiet beherbergt weiterhin Stechginster, Walzensegge, Hirsesegge, Blasensegge, Schwertblättriges Waldvögelein, Bergjohanniskraut, Ackerröte, Echte Schlüsselblume, Sumpfquendel, Bachquellkraut und Fichtenspargel, die Moose Etagenmoos, Farnwedelmoos, Rundes Torfmoos, die Flechten Dibaeis baeomyces (Rosa Köpfchenflechte), Bryoria fuscescens (Brauner Moosbart), Chaenotheca chrysocephala (Goldgelbe Stecknadelflechte), Evernia prunastri (Eichenmoos), Graphis scripta (Schriftflechte), Pertusaria pertusa (Gewöhnliche Porenflechte) und Usnea filipendula (Gewöhnliche Bartflechte) sowie die Pilze Echter Pfifferling, Eichen-Leberreischling, Ästiger Stachelbart, Eichenfeuerschwamm, Gemeiner Strubbelkopfröhrling und Mosaikschichtpilz.
Im Osten des Bockholzer Berges befindet sich ein ehemaliger Steinbruch mit Sandstein-Felswänden und Steinschutthalden.
Das Naturschutzgebiet ist Lebensraum einer artenreichen Fauna. So sind hier Luchs, Wildkatze, die Fledermäuse Großes Mausohr, Bechsteinfledermaus, Zwergfledermaus, Großer und Kleiner Abendsegler, Wasserfledermaus, Rauhautfledermaus, Große und Kleine Bartfledermaus, Fransenfledermaus und Breitflügelfledermaus sowie die Vogelarten Schwarzstorch, Rot- und Schwarzmilan, Baumfalke, Sperlingskauz, Raufußkauz, Schwarzspecht, Grauspecht, Grünspecht, Mittelspecht, Buntspecht, Kleinspecht, Eichelhäher, Kuckuck, Nachtigall, Star, Bluthänfling, Weidenmeise, Gebirgsstelze, Eisvogel und Waldschnepfe heimisch. Stillgewässer beherbergen die Amphibien Geburtshelferkröte, Bergmolch und Fadenmolch. Weiterhin ist der Feuersalamander im Naturschutzgebiet ebenso heimisch wie die Schnecken Gestreifte Windelschnecke, Steinpicker und Weinbergschnecke und verschiedene Schmetterlinge, darunter die Tagfalter Mädesüß-Perlmuttfalter und die Nachtfalter Haarstrang-Blütenspanner, Olivgrüner Lindenblattspanner und Kleiner Eichenkarmin.
Die Fließgewässer sind Lebensraum für Groppe, Bachforelle und Bachneunauge sowie auch in Verbindung mit den Stillgewässern für die Libellenarten Blauflügel-Prachtlibelle, Gebänderte Prachtlibelle, Große Moosjungfer und Speer-Azurjungfer.
Die Wälder beherbergen zahlreiche holzbewohnende Käferarten. So sind im Naturschutzgebiet der Blatthornkäfer Osmoderma eremita (Eremit), die Buntkäfer Dermestoides sanguinicollis (Rothalsiger Blütenwalzenkäfer) und Tillus elongatus (Holzbuntkäfer), der Baumschwammkäfer Mycetophagus piceus, die Düsterkäfer Hypulus quercinus und Melandrya caraboides, der Mehlkäfer Tenebrio opacus, der Nagekäfer Anitys rubens, der Pochkäfer Dorcatoma robusta, die Schnellkäfer Limoniscus violaceus (Veilchenblauer Wurzelhalsschnellkäfer), Ampedus brunnicornis und Ischnodes sanguinicollis (Bluthalsschnellkäfer), Hypoganus inunctus und Stenagostus rhombeus, die Schröter Lucanus cervus (Hirschkäfer) und Sinodendron cylindricum,
die Schwarzkäfer Corticeus fasciatus, Colydium filiforme, Bolitophagus reticulatus, Prionychus ater (Mattschwarzer Pflanzenkäfer) und Uloma culinaris (Großer Faulholz-Schwarzkäfer), der Schwielenkäfer Teredus cylindricus und der Werftkäfer Lymexylon navale (Schiffswerftkäfer) heimisch.
Das Naturschutzgebiet ist zu einem großen Teil von weiteren Waldgesellschaften umgeben. Bei Nienover grenzt es teilweise an landwirtschaftliche Nutzflächen, ebenso wie auch im Tal des Hilkenbachs. Die östliche Teilfläche grenzt im Süden an die Aue der Weser und wird hier von der Sollingbahn begrenzt. Im Norden wird die östliche Teilfläche von der Bundesstraße 241 gequert. Die westliche Teilfläche wird nach Westen von der Bundesstraße 241 begrenzt.